# Davor Čonkaš
Davor Čonkaš (16. lipnja 1978.) je hrvatski nogometaš i član drugoligaša Međimurja. U redovima Međimuraca je od 2004.